# Controle de motim

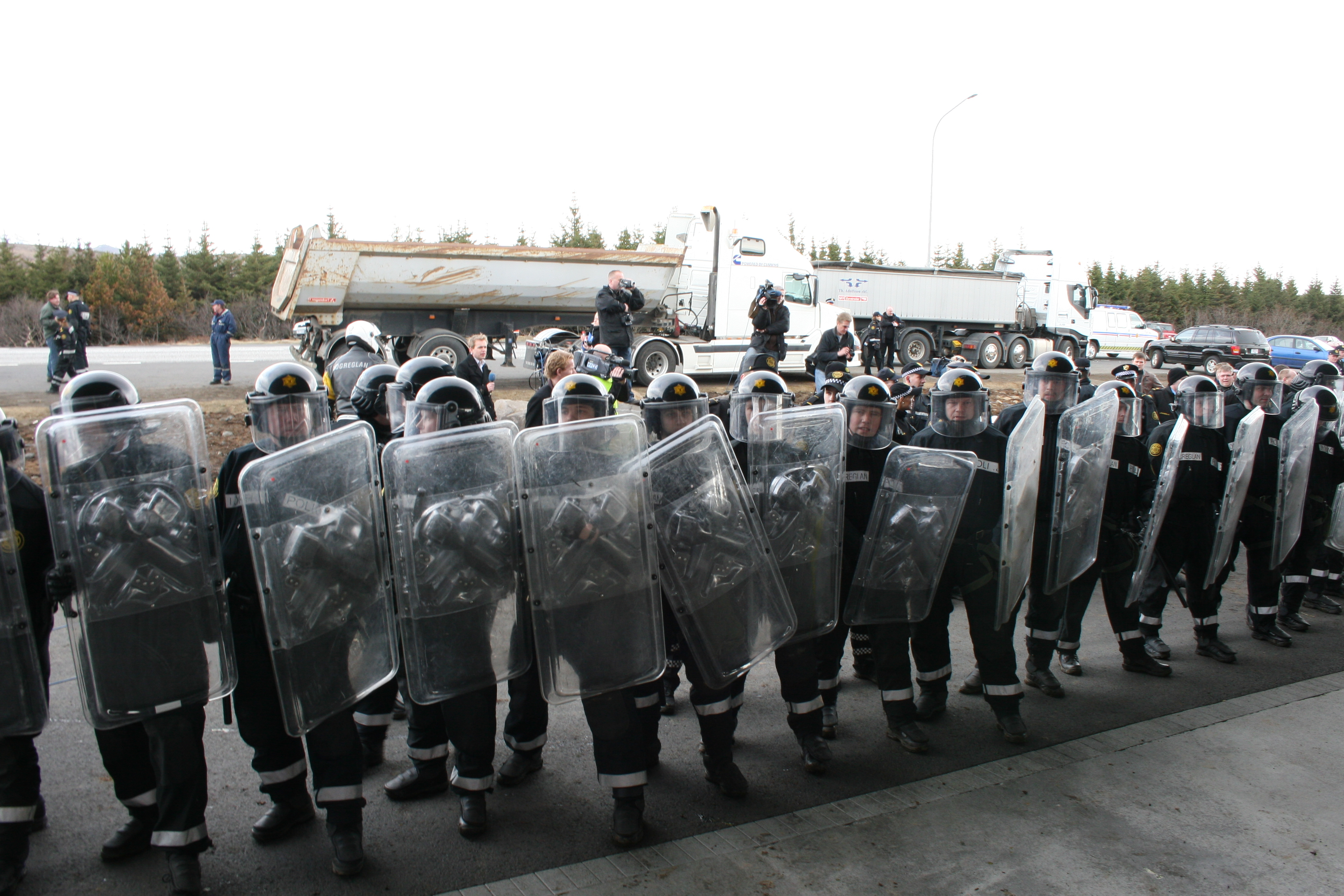
Posto de oficiais da Polícia Nacional da Islândia em equipamento antimotim completo durante os protestos dos camionistas da Islândia em 2008

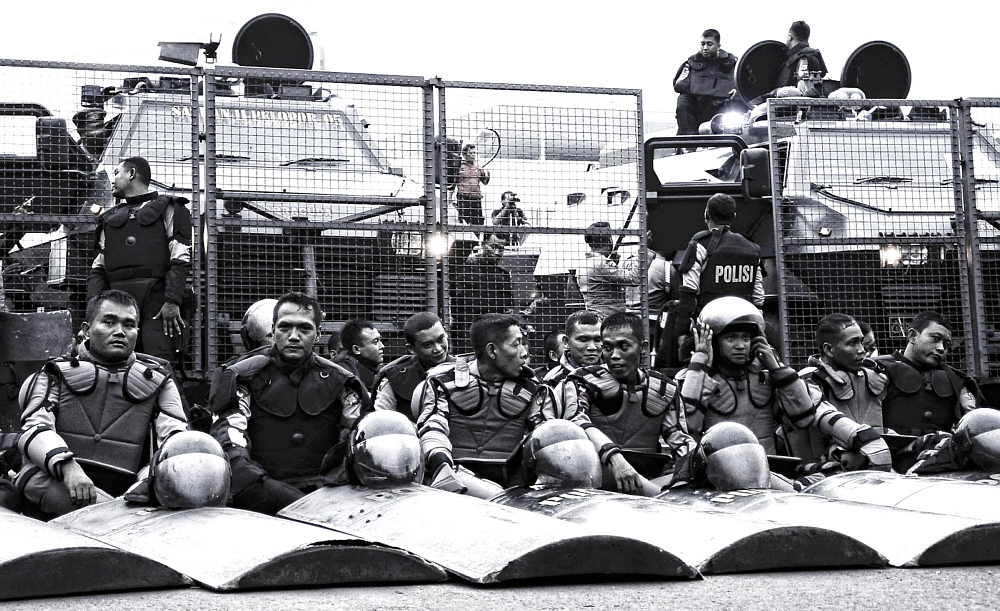
Pessoal e equipamento de controle de distúrbios do Corpo de Brigada Móvel da Indonésia

As medidas para controle de motim são usadas por forças policiais, militares, paramilitares ou de segurança para controlar, dispersar e prender pessoas envolvidas em tumultos, manifestações ilegais ou protestos ilegais.
Se um motim é espontâneo e irracional, ações que levam as pessoas a parar e pensar por um momento (por exemplo, barulhos altos ou dar instruções em um tom calmo) podem ser suficientes para pará-lo. No entanto, esses métodos geralmente falham quando há raiva severa com uma causa legítima, ou o tumulto foi planejado ou organizado. O pessoal do controle de motins há muito usa armas menos letais, como porretes e chicotes, para dispersar multidões e deter manifestantes. Desde a década de 1980, os oficiais de controle de distúrbios também usaram gás lacrimogêneo, spray de pimenta, balas de borracha e tasers elétricos. Em alguns casos, os esquadrões de choque também podem usar Dispositivos Acústicos de Longo Alcance, canhões de água, veículos blindados de combate, vigilância aérea, cães policiais ou policiais montados em cavalos. As pessoas que realizam o controle de distúrbios geralmente usam equipamentos de proteção, como capacetes antimotim, viseiras faciais, armaduras corporais (coletes, protetores de pescoço, joelheiras, etc.), máscaras de gás e escudos antimotim.
Houve casos em que armas letais foram usadas para reprimir violentamente um protesto ou motim, como no Massacre de Boston, Revolta de Haymarket, Massacre das Bananeiras, Revolução Húngara de 1956, tiroteios do estado de Kent, Revolta de Soweto, Massacre de Mendiola, Domingo Sangrento (1905), Massacre de Ponce, Domingo Sangrento (1972), protestos na Praça da Paz Celestial em 1989, protestos na Venezuela em 2017, Massacre de Thoothukudi (2018), protestos na fronteira de Gaza em 2018–2019 e protestos na Colômbia em 2021.

## História

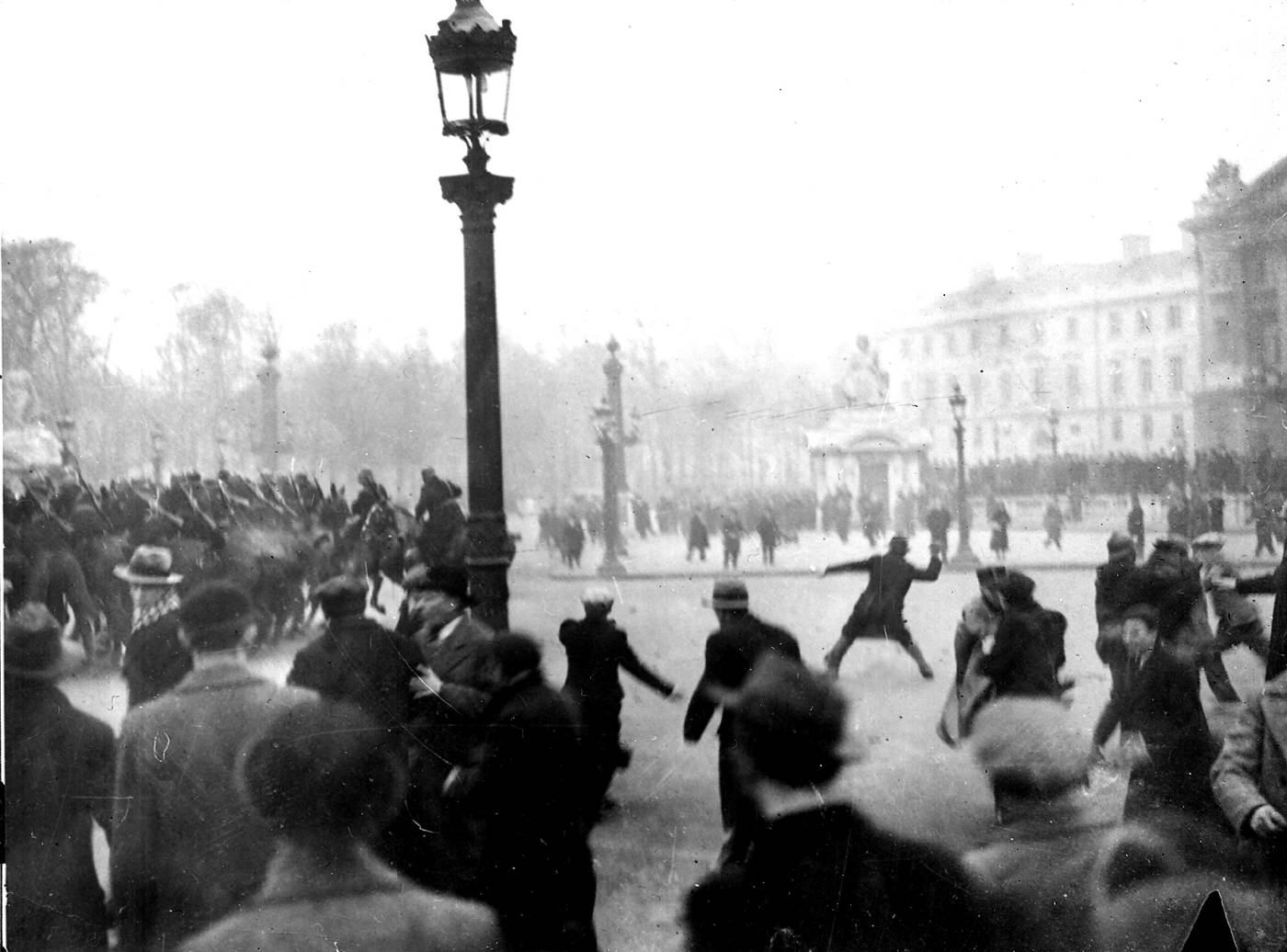
Pelotão de cavalos GRM e desordeiros Paris — Place de la Concorde — 1934

Manter a ordem durante manifestações e reprimir tumultos sempre foi um desafio para governos e administrações. Até o início do século XX, nenhuma força dedicada realmente existia na maioria dos países e a resposta tradicional quando a força policial regular se mostrava inadequada era recorrer ao exército, muitas vezes com resultados desastrosos: ou confraternização ou uso de violência excessiva.
A terminologia, sem dúvida, surge pela primeira vez no curta da Keystone Cops "A Hash House Fraud" em 1915.
Na França, por exemplo, várias revoltas foram alimentadas pelo mau manejo dos militares. A Gendarmerie Nacional criou forças especializadas de gendarmerie "móveis" várias vezes durante o século XIX em tempos de problemas, mas essas unidades foram dissolvidas logo após o fim dos problemas que tinham sido encarregados de lidar e não havia organização permanente até que finalmente foi decidiu em 1921 criar "pelotões de Gendarmerie Móvel" dentro da Gendarmerie Departamental. Esses pelotões, montados a cavalo ou a pé, eram compostos por quarenta gendarmes cada (sessenta na região de Paris). Em 1926, os pelotões formaram a "Garde Républicaine mobile" (guarda republicana móvel ou GRM), que se tornou um ramo distinto da Gendarmerie em 1927, os pelotões tornando-se parte de companhias e legiões. Em 1940, o GRM era uma força de 21 mil homens, composta por 14 Légions, 54 grupos de empresas e 167 empresas.
Por muito tempo a única grande força especializada em manter ou restaurar a lei e a ordem na França durante manifestações ou tumultos, o GRM desenvolveu progressivamente a doutrina e as habilidades necessárias para esse papel: exercitar a contenção, evitar o confronto o máximo possível, sempre deixar uma "porta de saída" para a multidão, etc. Em 1940, após a queda da França, as autoridades alemãs desmantelaram o GRM, mas foi restabelecido em 1944 e renomeado Mobile Gendarmerie em 1954.

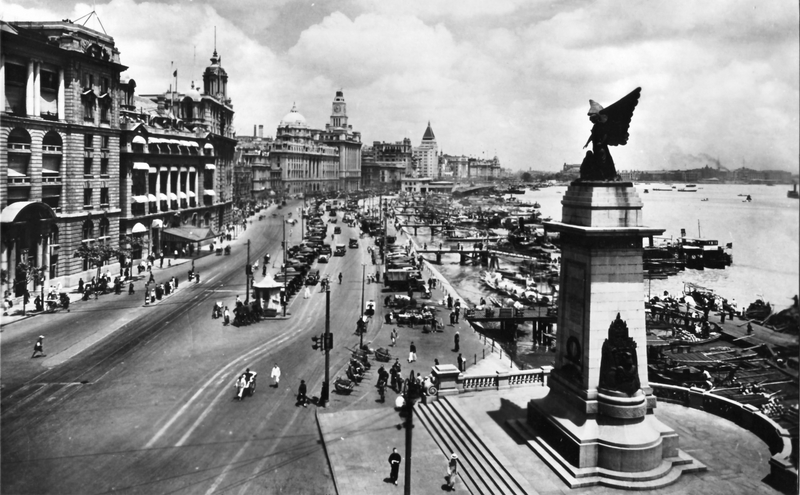
O bund da Concessão Internacional de Xangai, 1928

O primeiro esquadrão treinado em técnicas modernas de controle de distúrbios na Ásia foi formado em 1925 na Xangai colonial como resposta ao motim mal administrado do Movimento de 30 de Maio.
Novos métodos de policiamento, incluindo tiro com pistola de combate, habilidades de combate corpo a corpo e treinamento de luta com faca, foram iniciados pelo comissário assistente britânico William E. Fairbairn e pelo oficial Eric Anthony Sykes da Polícia Municipal de Xangai como uma resposta a um aumento impressionante no crime armado na década de 1920 —  Xangai tornou-se uma das cidades mais perigosas do mundo devido ao colapso da lei e da ordem no país e ao crescimento do crime organizado e do comércio de ópio.
Sob Fairbairn, o SMP desenvolveu uma infinidade de medidas de controle de distúrbios. Essas técnicas de controle de distúrbios levaram à introdução da "Unidade de Reserva" de Xangai —  a primeira equipe moderna da SWAT. Como unidade de reserva, foi usado para dissolver à força motins, bem como para responder à criminalidade de alto nível, como sequestros e assaltos à mão armada.
As habilidades desenvolvidas em Xangai foram adotadas e adaptadas por forças policiais internacionais e unidades de guerra clandestinas. William Fairbairn foi novamente a figura central, não apenas liderando a Unidade de Reserva, mas ensinando seus métodos em todo o mundo, inclusive nos Estados Unidos e nos regimes coloniais de Chipre e Cingapura.